# 下垂体性矮小症
下垂体性矮小症（かすいたいせいわいしょうしょう）とは発育期以前に下垂体からの成長ホルモン（GH）の分泌が低下することにより成長不良などを示す病態。犬や牛で認められる。犬ではジャーマン・シェパードに好発。下垂体前葉の発生異常、脱落、萎縮などによりGHの合成あるいは分泌が抑制されるために生じる。成長不良や皮膚症状を示す。血漿中のGHあるいはインスリン様成長因子-1（IGF-1）の低値をもって診断する。治療にはヒトGHを用いる。